# Свидетели Иеговы и переливание крови
Свидетели Иеговы известны по всему миру своим отказом от переливания крови даже под угрозой наступления смерти в случае невыполнения этой процедуры. Свою позицию они обосновывают собственным расширенным толкованием библейского правила «воздерживаться от крови».

## Взгляды Свидетелей Иеговы на кровь
Согласно учениям Свидетелей Иеговы, в Библии (Лев. 17:12-14 и Быт. 9:3-4) явно утверждается о том, что кровь является священной в глазах Бога, так как в крови находится душа человека или другого живого существа, поскольку с кровью связаны все жизненные процессы в организме. По этой причине они не должны употреблять кровь в пищу, в том числе и употреблять в пищу мясо животного, кровь из которого не вытекла как следует.
По той же причине свидетели Иеговы отказываются и от любых других видов приёма цельной крови и любого из четырёх её основных компонентов — эритроцитов, лейкоцитов, тромбоцитов и/или плазмы (данное установление не относится к искусственным кровезаменителям). О приёме мелких фракций крови (таких, как альбумин, иммуноглобулин, гемоглобин и т. п.) каждый Свидетель Иеговы слагает собственное мнение и поступает так, как ему диктует совесть.
Данный запрет рассматривается как исполнение правила «воздерживаться от крови» (Деян. 15:28-29; Деян. 21:25).
Каждому члену организации настоятельно рекомендуется постоянно иметь при себе письменный отказ от переливания крови, оформленный на специальном бланке.

### Изменение взглядов на переливание крови
Мнение Руководящего Совета Свидетелей Иеговы по вопросам, связанным с кровью и её использованием в разное время было противоречивым — от полного запрета до постепенного или постоянного разрешения:
- 1892 год: Первое упоминание об употреблении крови. По мнению Чарльза Расселла, запрет в книге Деяний святых апостолов был временной мерой для развития единства в переходный период от иудейской эры к христианской эре.
- 1925 год: Осуждение и запрет вакцинаций.
- 1925 год: Разрешение и поощрение вакцинации и сдачи крови в качестве донора.
- 1931 год: Вакцинация признаётся противоречащей завету, заключённому Богом с Ноем (Быт. 9:1—17).
- 1945 год: Осуждается, но пока не запрещается переливание крови от человека к человеку.
- 1952 год: Отмена запрета на вакцинацию.
- 1958 год: Переливание крови по-прежнему осуждается, но человек, прибегнувший к нему, не заслуживает изгнания из общины.
- 1958 год: В виде исключения разрешается переливать кровяные сыворотки и изготовленные из крови препараты.
- 1961 год: Переливание крови становится тяжким нарушением, влекущим «лишение общения».
- 1961 год: Жертвование своих органов после смерти объявляется личным делом совести каждого человека.
- 1964 год: Запрет переливания крови домашним животным и кормления домашних животных пищей, содержащей кровь.
- 1964 год: Свидетелям Иеговы, работающим врачами, разрешается делать переливание крови пациентам.
- 1966 год: Переливание крови сравнивается с людоедством.
- 1967 год: Пересадка органов запрещается и приравнивается к людоедству.
- 1975 год: Переливание крови приравнивается к пересадке органов. Свидетелям Иеговы, работающими врачами, запрещается делать переливание крови пациентам, за исключением случаев, когда они имеют служебный приказ начальника.
- 1980 год: Пересадка органов вновь объявляется личным делом совести.

В журнале «Сторожевая башня» за 15 июня 2000 года сообщалось о том, что допускается использование фракций крови — более мелких её компонентов, которые получают из плазмы, эритроцитов, лейкоцитов и тромбоцитов. В обоснование этой позиции издатели ссылаются на то, что человеческий эмбрион получает от матери через плаценту иммуноглобулины (фракция лейкоцитной массы), а также возвращает назад в кровоток матери билирубин (остатки отживших и переработанных эритроцитов). Поскольку фракции крови могут проникать из одного организма в другой таким естественным путём, то значит и допустимо использовать различные фракций крови в медицинских целях.
Также изменилась политика организации по отношению к её членам, давшим согласие на переливание крови. Свидетели Иеговы, давшие согласие на переливание, но впоследствии раскаявшиеся в содеянном, больше не будут лишаться общения.

### Религиозная критика запрета на переливание крови
"Критики" (какие именно?) считают эту заповедь оторванной от контекста (правила для христиан-неевреев, принятые в связи с необходимостью отказа от соблюдения всех заповедей Ветхого Завета) и смысла. Они утверждают, что во всей Библии говорится об употреблении крови в пищу, а не о спасении жизни с помощью крови, как в случае со спасительной ролью крови Иисуса Христа в Евангелии от Иоанна 6:53) (см. также Лев. 3:17, Лев. 7:26-27, Лев. 17:10-16, Втор. 12:23-25, Втор. 15:23, Деян. 15:5,20,28-29 и Деян. 21:25). В Библии говорится о конкретном запрете употребления людьми в пищу крови животных; ни слова не говорится о том, что человек приравнивается к животным и в его крови находится его душа. В Библии сказано, что Бог, в отличие от созданных животных с душой и телом, сначала сотворил человека, а лишь затем вдохнул в его лице дух жизни, после чего человек стал душею живою Быт. 2:7; нигде не сказано, что душа у человека находится в его крови; всё же сказанное в Библии (Лев. 17:12-14 и Быт. 9:3-4) относится исключительно к поеданию мяса животных, а не к каннибализму. Запрета же на переливание крови от человека к человеку ради спасения жизни ближнего в Библии и вовсе не существует. Наоборот, если Христос не пожалел своей крови, а пролил её на Кресте ради спасения всех людей — ради вечной жизни для людей, то и верующие-христиане должны подражать Ему и не жалеть пролить или отдать свою кровь ради жизни ближнего, выполняя главнейшую заповедь Иисуса, на которой основывается всё учение христиан, и которая многократно повторяется в Новом Завете: «Возлюби ближнего твоего, как самого себя» (Мф. 22:39, Мк. 12:31, Лк. 10:27, Иак. 2:8, Рим. 13:9, Гал. 5:14), эта наиважнейшая заповедь была дана Богом ещё в Ветхом Завете (Лев. 19:18).

### Защита позиции Свидетелей Иеговы
В 1999 году докт. мед. наук Анатолием Зильбером была издана книга «Кровопотеря и гемотрансфузия. Принципы и методы бескровной хирургии». В этой книге в специальных главах рассматриваются принципы ведения пациентов — Свидетелей Иеговы при кровопотерях, а также обсуждаются альтернативные методы, позволяющие во многих случаях избежать гемотрансфузии.
По мнению заведующего кафедрой анестезиологии и реаниматологии Северо-Осетинской государственной медицинской академии профессора Виталия Слепушкина, «утверждение о том, что есть такие ситуации, когда лишь переливание крови может дать человеку шанс на спасение жизни, как минимум спорно и не подтверждается данными доказательной медицины».
Национальный центр биотехнологической информации США опубликовал результаты научных исследований, а именно, сравнение результатов реальных операций. Отказ от переливания крови в кардиохирургии снизил процент смертности с 3,6 % до 2,6 %.

### Критика позиции Свидетелей Иеговы
Член-корреспондент РАМН, Заслуженный врач России, директор НИИ общей реаниматологии им. В. А. Неговского РАМН, профессор Виктор Мороз утверждает о невозможности полного отказа от крови:
С кровью пока ничто не сравнится. Слишком уж много у неё «обязанностей», заменить которые невозможно.
По мнению доктора медицинских наук, директора Центра крови Министерства здравоохранения РФ Евгения Жибурта, не существует никаких заменителей крови:
Заменителей крови не существует. Можно вспомнить о переливании морской воды раненым матросам в безвыходной ситуации. Морская вода как солевой раствор действительно близка по составу к человеческой крови. Но переливание даже идеально подобранных солевых растворов может лишь на короткое время восполнить потерю жидкости в сосудистом русле — не более.
Заместитель руководителя Департамента организации медицинской помощи населению и профилактики неинфекционных заболеваний Министерства здравоохранения РФ И. В. Плешков указал:
В учреждениях здравоохранения системы Минздрава России используются единые методики лечения больных, в т.ч. с применением гемотрансфузий. Последние в ряде случаев являются единственным способом спасения жизни больного. <...>
Рассмотрев в части компетенции Минздрава России приложенные материалы религиозной организации «Свидетелей Иеговы» считаем, что пропагандируемый ей отказ от переливания компонентов и препаратов крови при лечении ряда заболеваний может привести к смерти больного.

## Медицинская практика
Медицинские работники часто сталкиваются с отказами Свидетелей Иеговы от переливания крови и её компонентов. В некоторых случаях отказ пациентов от данной процедуры приводит к их смерти.

### Альтернативные методы
Свидетели Иеговы, однако, не отказываются от альтернативных методов «бескровной хирургии». В некоторых случаях врачи идут на сложные медицинские процедуры, чтобы обойти запрет на переливание донорской крови. Например, британские хирурги, проводя операцию по пересадке почки члену организации свидетелей Иеговы, предложили альтернативный метод обхода действующего правила на запрет крови, перелив ему его же собственную кровь. Также выпускаются пособия для врачей (в том числе в Великобритании и России) по оказанию помощи пациентам, отказывающимся от переливания крови.

### Судебные вмешательства
Нередки случаи, когда врачи обращаются в суд с целью запретить родителям, являющимся Свидетелями Иеговы, воспрепятствование переливанию крови ребёнку. В таких случаях переливание ребёнку производится по решению суда вопреки воле родителей. Между тем имеют место случаи, когда суд запрещает врачам проведение переливания крови совершеннолетним Свидетелям Иеговы против их воли.
Президент Грузии Михаил Саакашвили вмешался лично для того чтобы 4-летней девочке, имевшей сильные ожоги, была оказана необходимая медицинская помощь, включающая переливание крови, от которых отказывались её родители — Свидетели Иеговы. Саакашвили по этому поводу сказал следующее:
Мы являемся государством или наблюдателями? В таком случае не имеет значения, к какой религиозной секте принадлежат родители, потому что речь идёт о жизни ребёнка. Я категорически требую вернуть ребёнка в больницу. Полиция и врачи должны руководствоваться существующим законодательством и никогда не допускать такой практики. Если будет необходимо, мы в судебном порядке поставим вопрос об ответственности родителей перед ребёнком и за его жизнь.

### Правовой статус отказа от гемотрансфузии

#### Российская Федерация
В 2001 году Минздрав РФ утвердил пособие для врачей, в котором рассматриваются этические и юридические проблемы гемотрансфузии, а также даются рекомендации по предотвращению и устранению конфликтов, связанных с неправильными действиями врачей при назначении и проведении гемотрансфузий. Эти конфликты, поясняется в пособии, стали более острыми из-за снижения реальной необходимости в переливании компонентов донорской крови в связи с расширением представлений о безопасных границах кровопотери, появлением кровезаменителей и кровесберегающих методов, и в связи с многочисленными осложнениями, сопровождающими гемотрансфузию.
Согласно пособию, на применение гемотрансфузии, как и любого другого метода лечения, имеющего реальный риск осложнений, требуется согласие больного (если он в состоянии выразить свою волю) или его законных представителей (если больной недееспособен или младше 15 лет). При невозможности получить либо согласие либо отказ, решение принимают врачи. Право пациента или его законного представителя на отказ от гемотрансфузии обеспечивает статья 20 Федерального закона РФ от 21 ноября 2011 года № 323-ФЗ "Об основах охраны здоровья граждан в Российской Федерации". Врачу необходимо разъяснить больному или его представителям возможные последствия такого отказа. Если окончательное решение об отказе от гемотрансфузии принято дееспособным взрослым пациентом, то врачи должны использовать альтернативные методы лечения, имеющиеся в распоряжении современной медицины. Если же окончательное решение принято законными представителями недееспособного лица или лица младше 15 лет, то больничное учреждение имеет право оспорить такой отказ в суде.
Согласно статье, опубликованной в 2011 году в журнале «Здравоохранение», если от законных представителей был получен отказ в проведении гемотрансфузии, то в условиях наличия медицинских показаний к гемотрансфузии (наличие мотива у врачей, связанного со спасением жизни и наличие опасного состояния пациента, требующего проведения гемотрансфузии), медицинским работникам обращаться в суд нет необходимости. При соблюдении указанных условий, гемотрансфузия может быть неотложно выполнена, например, детям вопреки воле их родителей.

### Правовая позиция Европейского Суда по правам человека
10 июня 2010 г. Европейский Суд по правам человека вынес Постановление по делу N 302/02 «Религиозная община Свидетелей Иеговы в г. Москве" против Российской Федерации». Европейский суд пришел к выводу, что вмешательство в право Общины на свободу религии и объединений было необоснованным (п. 160 Постановления). ЕСПЧ также не нашел нарушения положений Европейской конвенции и российского законодательства в практике Общины, согласно которой ее члены отказывались от переливания крови. Признавая, что государство вправе и обязано предпринимать меры по защите жизни и здоровья своих граждан, ЕСПЧ не признал приоритета полномочий государства по защите граждан от опасных последствий избранного ими образа жизни (в случае принятия гражданами решений, рассматриваемых с точки зрения государственной политики как иррациональные и неразумные) по сравнению с правами верующих на уважение их частной жизни и свободу исповедовать свою религию в отправлении религиозных и культовых обрядов (п. 134). При оказании медицинской помощи принудительное медицинское лечение без согласия дееспособного, совершеннолетнего пациента является вмешательством в его/её право на физическую неприкосновенность и посягательством на права, гарантированные статьей 8 Европейской конвенции (п. 135). Суд указал, что свобода согласиться или отказаться от конкретного метода лечения или выбрать альтернативный метод лечения имеет первостепенное значение для принципов самоопределения и личной автономии. Дееспособный, совершеннолетний пациент вправе принять решение, например, о том, соглашаться ли на операцию, лечение или, следуя той же логике, на переливание крови. Однако для сохранения смысла данной свободы необходимо, чтобы у пациента было право принимать решения в согласии со своими собственными взглядами и ценностями, какими бы иррациональными, неразумными и недальновидными они ни казались другим лицам. Высокий суд обратил внимание на то, что авторитетные суды ряда стран рассматривали дела об отказе свидетелей Иеговы от переливания крови и пришли к выводу, что, хотя интересы государства по охране жизни и здоровья пациента, несомненно, правомерны и очень значимы, приоритет должны иметь еще более значимые интересы пациента, связанные с определением своего собственного жизненного пути (п. 136). Такая позиция отражена и в российском законодательстве, которым предусмотрено право пациента на свободу выбора. "Основы законодательства РФ об охране здоровья граждан" однозначно предусматривают право пациента отказаться от медицинского вмешательства или потребовать его прекращения при условии, что ему была предоставлена полная и в доступной форме информация о возможных последствиях такого решения. Пациенты не обязаны сообщать о причинах своего отказа (п. 137).

## В культуре
- В книге Иена Макьюэна «Закон о детях» Свидетели Иеговы не позволяют совершить переливание крови 17-летнему сыну, которого без этой процедуры ожидает смерть. В результате начинается судебное дело. По книге снят одноименный фильм.
- Ситуация с переливанием крови одному из Свидетелей Иеговы обыгрывается в 13-й серии 9-го сезона медицинского сериала «Анатомия страсти», где врачам приходится уступить желанию общины и отказаться от переливания крови молодому человеку[32].